# Walckenaeria fallax
Walckenaeria fallax is een spinnensoort uit de familie hangmatspinnen (Linyphiidae). De soort komt voor in Canada.